# Deutsches Riga Komitee
Das Deutsche Riga Komitee ist ein Städtebündnis für das Erinnern an die Deportation von über 25.000 Jüdinnen und Juden aus Deutschland, Österreich und Tschechien in das Ghetto Riga und deren Ermordung in den Jahren 1941 und 1942.
Das Deutsche Riga Komitee wurde am 23. Mai 2000 vom Vorsitzenden des Volksbundes Deutsche Kriegsgräberfürsorge sowie den Vertretern von 13 deutschen Großstädten gegründet. Eingeladen hierzu hatte Johannes Rau als Bundespräsident, von Amtes wegen auch Schirmherr des Volksbundes Deutsche Kriegsgräberfürsorge. Dem Komitee gehören auch die Städte Brünn, Prag, Riga, Theresienstadt und Wien an. Die Anzahl der vertretenen Städte ist bis 2021 auf 65 Mitglieder angewachsen.

## Aktivitäten
Erste Initiativen zur Bewahrung des Gedenkens an die Ereignisse in Riga entstanden bereits Anfang der 1990er Jahre. Zunächst engagierten sich einzelne Personen wie der frühere Bundestagsabgeordnete der Grünen, Winfried Nachtwei, und in Österreich Erich Herzl, dessen Eltern aus Wien nach Riga deportiert und hier von den Nationalsozialisten ermordet wurden. Im Dezember 1991 wurde erstmals in mehreren deutschen Städten ihrer vor 60 Jahren nach Riga verschleppten und dort verschollenen jüdischen Nachbarn gedacht.
In einem ersten Schritt hat das Deutsche Riga Komitee die Errichtung einer Gedenkstätte im Wald von Biķernieki unterstützt, die an über 25.000 Opfer in Riga erinnert, die aus dem Gebiet des Deutschen Reiches nach Riga verschleppt worden waren. Die Einweihung der Gedenkstätte erfolgte am 30. November 2001, bereits ein Jahr nach Gründung des Komitees. Das Projekt Gedenkstätte wurde mit finanzieller Unterstützung des Volksbundes Deutscher Kriegsgräberfürsorge, des österreichischen Nationalfonds, von 23 deutschen Städten und der Stadt Wien durch den lettischen Architekten Sergej Rysh realisiert. Es sprachen unter anderem Alexander Bergmann und Gertrude Schneider, die aus Wien in das Ghetto kam und überlebte. Als Historikerin hat sie viel dazu beigetragen, das Wissen über das Geschehene aufzubereiten und zu bewahren.
Seit 2002 werden organisiert durch den Volksbund Deutsche Kriegsgräberfürsorge regelmäßig Workcamps durchgeführt, während derer junge Menschen die Anlage der Gedenkstätte pflegen.
Im Jahr 2003 erschien das Buch der Erinnerung, ein Verzeichnis mit Namen und Lebensdaten von über 31.000 Opfern, die nach Riga, Kowno und Reval verschleppt worden waren.
Seit 2012 führt das Riga Komitee Symposien durch, die der Vertiefung und Weiterentwicklung der Erinnerungsarbeit dienen. Im Jahr 2020 fand das 5. Symposium zum Thema „Berlin – Ort der Täter. Vom schwierigen Umgang mit der eigenen Geschichte“ statt.
Delegationen aus den Städten des Deutschen Riga Komitees besuchten die Gedenkstätten in den Jahren 2010, 2017 und 2018. Eine für das Gedenken an „80 Jahre Ermordung der lettischen Juden und Beginn der Deportationen nach Lettland“ geplante Reise wurde aufgrund der pandemischen Situation in der lettischen Hauptstadt auf den Sommer 2022 verschoben. Stattdessen konnte der Volksbund Deutsche Kriegsgräberfürsorge eine Veranstaltung zum Thema „Brücken der Erinnerung“ durchführen.
Im Jahr 2013 wurde ein Dokumentarfilm veröffentlicht: „Wir haben es doch erlebt...“ Das Ghetto von Riga. Thematisiert werden sowohl die Verschleppung von etwa 25.000 Juden aus dem Deutschen Reich nach Riga als auch die Ermordung von 27.000 lettischen Juden am Rigaer „Blutsonntag“, dem 30. November 1941, sowie am 8. Dezember 1941 im Massaker von Rumbula.
Mit dem Projekt „Peace-Line“ organisiert der Volksbund Deutsche Kriegsgräberfürsorge Reisen für junge Menschen aus verschiedenen Ländern Europas unter anderem zu den Gedenkstätten in Riga.